# Hossein Zamani
Hossein Zamani est un footballeur international afghan né le 23 novembre 2002. Il évolue au poste d'ailier avec l'équipe réserve du NEC Nimègue.

## Biographie
Né à Mashhad en Iran, il rejoint les Pays-Bas avec sa famille en 2010 et s'installe à Nieuwegein.

### En club
Il débute le football à l'âge de 8 ans au sein de l'académie de l'Ajax Amsterdam. À l'été 2019, alors qu'il passe en catégorie U18, il décide de rejoindre le centre de formation du Genoa malgré les sollicitations de nombreux grands clubs. En effet, Manchester United, Manchester City, l'AC Milan, Everton, Leicester, l'Olympique de Marseille et l'Atalanta s'étaient intéressés au jeune ailier.
Après un an et demi en Italie, il revient aux Pays-Bas et signe son premier contrat professionnel d'une durée de six mois du côté du SC Telstar. Il n'y dispute aucune rencontre et quitte donc le club en fin de saison.
En août 2021, il s'engage pour une saison avec l'équipe réserve du NEC Nimègue.

### En équipe nationale
Il compte une sélection avec les Pays-Bas -15 ans. Il s'agit d'un match amical face à l'équipe d'Irlande des moins de 15 ans ayant eu lieu le 31 janvier 2017 (victoire 5-1).
Il reçoit sa première sélection en équipe d'Afghanistan le 25 mai 2021, en amical contre l'Indonésie et inscrit un but. Néanmoins, ce match n'est pas reconnu par la FIFA. Il dispute son premier match international officiel le 15 juin 2021 lors des éliminatoires du mondial 2022 contre l'Inde. Là encore il inscrit un but et permet à son équipe de prendre un point (1-1).

#### Buts en sélection
| N° | Date         | Lieu                                | Adversaire | Score | Résultat | Compétition                                                         |
| -- | ------------ | ----------------------------------- | ---------- | ----- | -------- | ------------------------------------------------------------------- |
| 1. | 15 juin 2021 | Stade Jassim-bin-Hamad, Doha, Qatar | Inde       | 1–1   | 1–1      | Éliminatoires de la zone Asie de la Coupe du monde de football 2022 |